# Калиманци (Благоевград)
Калиманци је насељено место у општини Сандански у области Благоевград, Бугарска. Према попису из 2021. године бло је 151 становник.
Према бугарском географу и историчару, Василу Канчову, у Калиманцима је 1900. године живело 610 Словена хришћана.